# Zagora (Chorwacja)
Zagora, także Dalmatinska zagora – kraina geograficzno-historyczna w Chorwacji, stanowiąca część Dalmacji.

## Geografia

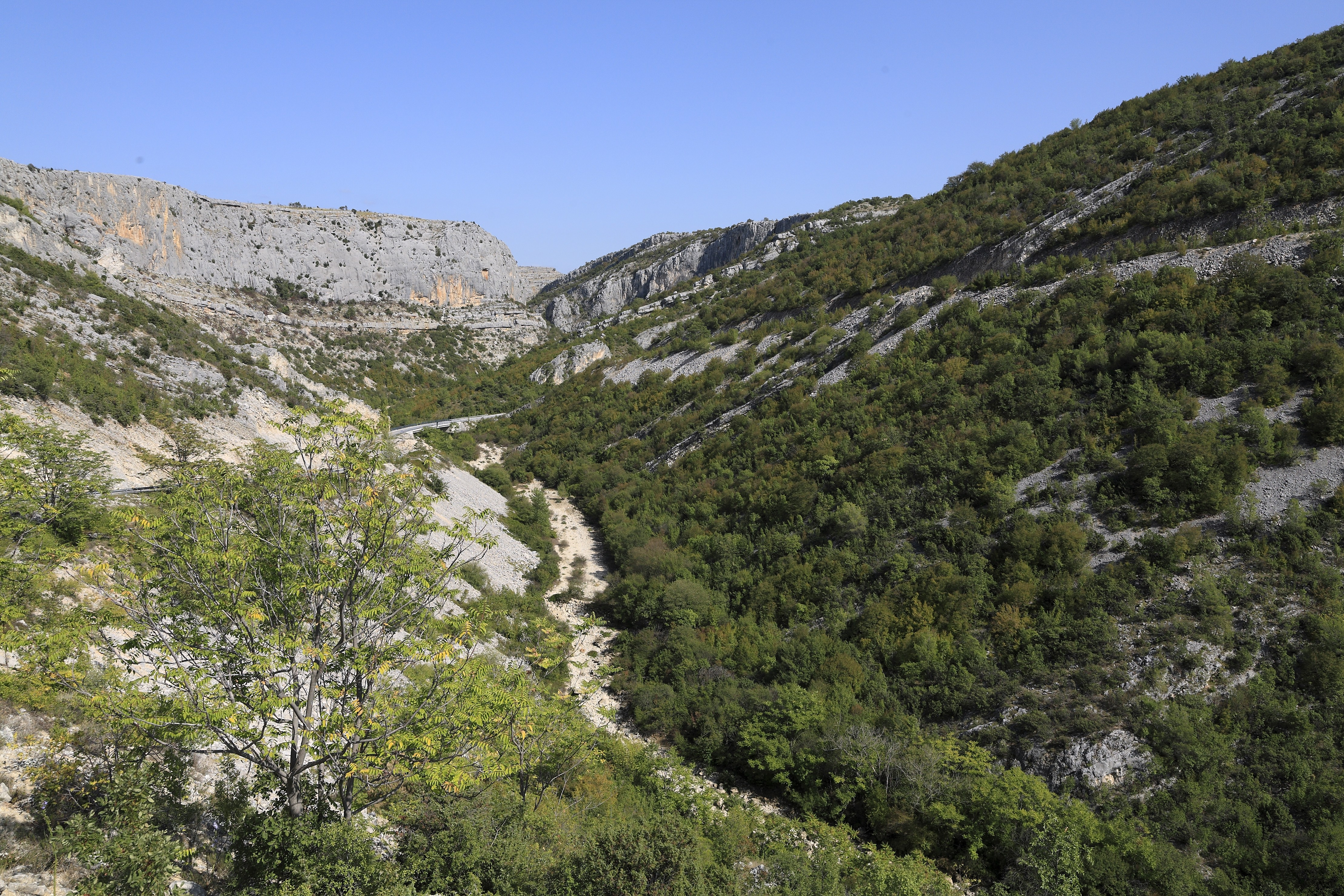
Typowy krajobraz Zagory

Rozciąga się na długości ok. 150 km i jest oddzielona od adriatyckiego wybrzeża górami Kozjak (780 m), Mosor (1339 m), Omiška Dinara (864 m), Biokovo (1762 m) i Rilić (1158 m). Składa się z następujących części: Kninska krajina, Drniška krajina, Sinjska krajina, Vrlička krajina, Imotska krajina i Vrgoračka krajina, które swe nazwy wzięły od miast Knin, Drniš, Sinj, Vrlika, Imotski i Vrgorac.
Miejscowe rolnictwo oparte jest na uprawie winorośli i tytoniu oraz hodowli owiec i kóz.
Głównym szlakiem komunikacyjnym jest droga Knin – Sinj – Imotski – Vrgorac, która została wytyczona w 1807 roku.

## Historia

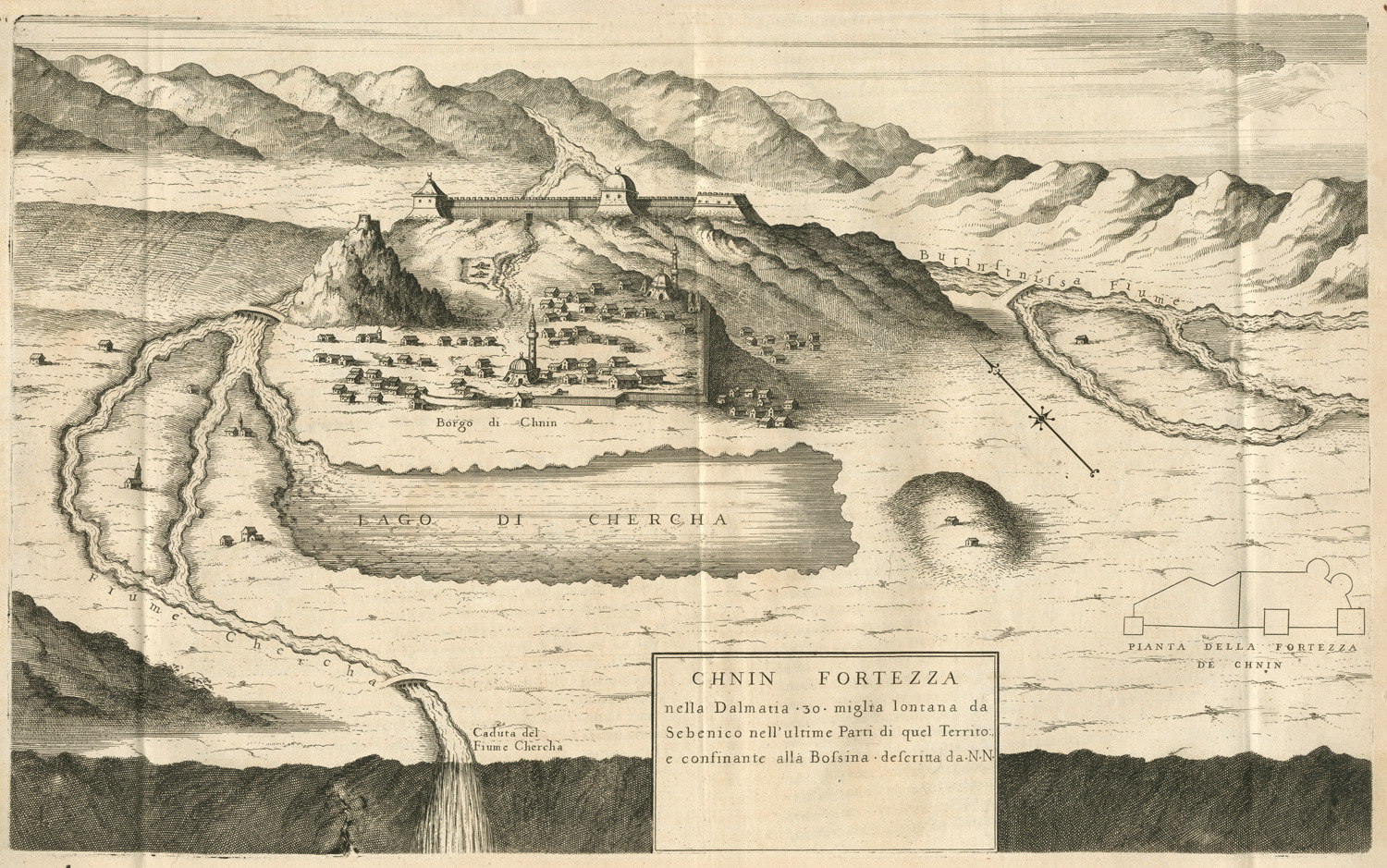
XVII-wieczny Knin

W pobliżu Knina funkcjonował ważny rzymski ośrodek wojskowy o nazwie Burnum. Zlokalizowane są tam również stanowiska archeologiczne Biskupija, Kapitul i Vrlika. Zagora była częścią wczesnośredniowiecznego Królestwa Chorwacji, a Knin był jedną z siedzib chorwackich władców. Przez Zagorę i dolinę rzeki Una wiódł trakt z Zagrzebia do Zadaru.
W XVI wieku Zagora znalazła się w granicach Imperium Osmańskiego. Znaczna część miejscowej ludności uszła, a w jej miejsce osiedliła się ludność prawosławna. Na przełomie XVII i XVIII wieku kontrolę nad Zagorą przejęła Republika Wenecka. Wenecjanie podejmowali próby zreformowania miejscowego rolnictwa w duchu fizjokratyzmu. Następnie Zagora była kontrolowana przez Francję, by następnie stać się częścią Cesarstwa Austrii. W XIX wieku miało tu miejsce chorwackie i serbskie (wśród ludności prawosławnej) odrodzenie narodowe. Od końca XVIII wieku trwała tu budowa szlaków komunikacyjnych: Zadar – Knin – Split (1789) i Marmontova cesta (1813), łącząca Knin z Metkoviciem. W 1877 roku otwarto pierwszą linię kolejową. W Sivericiu w połowie XIX wieku rozpoczęto wydobycie węgla.
W 1918 roku Zagora stała się częścią nowo powstałego Królestwa Serbów, Chorwatów i Słoweńców, w latach 1929–1939 będąc częścią banowiny primorskiej, a w latach 1939–1941 Banowiny Chorwacji. W 1941 roku weszła natomiast w skład Niepodległego Państwa Chorwackiego. Ze względu na walki żołnierzy włoskich, czetników i komunistycznych partyzantów utworzenie stabilnej władzy nie powiodło się. W 1944 roku w okolicach Knina toczyły się zacięte walki. W 1945 roku Zagora przypadła Socjalistycznej Republice Chorwacji, wchodzącej w skład Socjalistycznej Federacyjnej Republiki Jugosławii.
W latach 60. i 70. XX wieku miała miejsce emigracja ludności do Europy Zachodniej. W latach 90. miał miejsce bunt ludności serbskiej. Oddziały serbskie, wspomagane przez Jugosłowiańską Armię Ludową, opanowały obszar Zagory i doprowadziły do migracji ludności chorwackiej. W sierpniu 1995 roku Chorwacja opanowała te tereny. Nastąpił eksodus Serbów i napływ Chorwatów z innych regionów.